# 562e Volksgrenadierdivisie
De Grenadierdivisie Ostpreußen 2 / 562e Grenadierdivisie / 562e Volksgrenadierdivisie (Duits: Grenadier-Division Ostpreußen 2 / 562. Grenadier-Division / 562. Volksgrenadier-Division) was een Duitse infanteriedivisie tijdens de Tweede Wereldoorlog. 

## Geschiedenis
De Grenadierdivisie Ostpreußen 2 werd opgericht op 24 juli 1944 op Oefenterrein Stablack door Wehrkreis I als onderdeel van de 29. Welle. Deze divisie werd op 27 juli 1944 omgedoopt tot 562e Grenadierdivisie.

## 562e Grenadierdivisie
De divisie werd meteen eind juli 1944 verplaatst naar het oostfront in Litouwen en kwam vanaf begin augustus 1944 in actie bij Augustów en werd later die maand verplaatst naar zuidelijk van Rajgród. In september werd de divisie verplaatst naar het gebied bij Łomża. Op 9 oktober 1944 werd de divisie omgedoopt tot 562e Volksgrenadierdivisie.

## 562e Volksgrenadierdivisie
De divisie werd meteen ook op dezelfde stand gebracht als de divisies van de 32. Welle door toevoegen van extra divisie-eenheden. De divisie bleef in het gebied bij Łomża tot begin 1945. Op 13 januari 1945 barstte het Sovjet Oost-Pruisenoffensief los. De divisie moest vanaf 20 januari terugtrekken en was in februari 1945 in de Heiligenbeil pocket beland. In maart 1945 zetten de Sovjettroepen hun uiteindelijk offensief in om deze pocket te elimineren. De divisie was deel van de laatste troepen, die geëvacueerd zouden worden. De resten van de divisie werden rond 29 maart 1945 vernietigd bij deze achterhoedegevechten. 
Enkele kleine resten, die wel gered werden, werden per schip naar Warnemünde getransporteerd. Hier zou de staf van de divisie vanaf 16 april 1945 de staf gaan vormen van de nieuw op te richten 4e RAD (Reichsarbeitsdienst) Divisie ofwel Infanteriedivisie Güstrow.

## Bovenliggende bevelslagen
| Legerkorps                                | Leger    | Legergroep         | Plaats/regio      | Begin           | Eind            |
| ----------------------------------------- | -------- | ------------------ | ----------------- | --------------- | --------------- |
| 6e Legerkorps                             | 4. Armee | Heeresgruppe Mitte | Augustów, Rajgród | eind juli 1944  | augustus 1944   |
| 55e Legerkorps                            | 4. Armee | Heeresgruppe Mitte | Łomża             | augustus 1944   | 22 januari 1945 |
| 20e Legerkorps                            | 4. Armee | Heeresgruppe Mitte | Heiligenbeil      | 23 januari 1945 | 27 januari 1945 |
| Parachutisten-Pantserkorps Hermann Göring | 4. Armee | Heeresgruppe Mitte | Heiligenbeil      | 29 januari 1945 | eind maart 1945 |

## Commandanten
| Rang                                     | Naam                  | Begin           | Eind            |
| ---------------------------------------- | --------------------- | --------------- | --------------- |
| Oberst vanaf 1 oktober 1944 Generalmajor | Johannes-Oskar Brauer | 20 juli 1944    | 27 januari 1945 |
| Oberst vanaf 1 maart 1945 Generalmajor   | Helmuth Hufenbach     | 22 januari 1945 | 27 maart 1945 † |

Oberst Hufenbach sneuvelde in de Heiligenbeil pocket bij Kahlholz en werd postuum bevorderd tot Generalmajor.

## Samenstelling
Grenadierdivisie Ostpreußen 2
- Grenadier-Regiment Ostpreußen 3
- Grenadier-Regiment Ostpreußen 4
- Artillerie-Regiment Ostpreußen 2
- Divisie-eenheden Ostpreußen 2

562e Grenadierdivisie
- Grenadier-Regiment 1144, uit Grenadier-Regiment Ostpreußen 3
- Grenadier-Regiment 1145, uit Grenadier-Regiment Ostpreußen 4
- Grenadier-Regiment 1146, op 10 september 1944, uit I./1144 en III./1145
- Artillerie-Regiment 1561, uit Artillerie-Regiment Ostpreußen 2
- Divisie-eenheden 1562, deels ook 562

562e Volksgrenadierdivisie
- Grenadier-Regiment 1144
- Grenadier-Regiment 1145
- Grenadier-Regiment 1146
- Artillerie-Regiment 1562
- Divisie-eenheden 1562, deels ook 562